# 松見の滝
松見の滝（まつみのたき）は、青森県十和田市にある滝。日本の滝百選の一つ。奥入瀬川の支流、黄瀬川の上流にあり、本流との合流点から約6.5kmの国有林内に位置する。国道102号線から徒歩で3時間（往復6時間）ほど要し、登山装備を必要とする。積雪のため冬期は近づけない。
滝は上下2段に分かれ、上方は白布、下方はすだれを縦にしたような外観となっている。両岸に自生する松から、滝の名が付いたとされる。